# NBA Summer League
La National Basketball Association Summer League (également raccourcie NBA Summer League pour la différencier des autres ligues d'été professionnelles) est une période durant laquelle les équipes NBA se rassemblent pour tester de multiples compositions d'équipes différentes de celle de la saison régulière.
Typiquement, il s'agit d'un mélange entre des joueurs débutants (rookies) et de jeunes joueurs du banc afin de mettre en avant la complémentarité de jeu de ces joueurs. Il peut arriver que des joueurs non-signés y soient invités dans l'optique de les signer. Le principal intérêt pour les fans comme les médias, est de voir où en sont les rookies dans leur adaptation au jeu NBA et comment ils vont effectuer la transition du basket-ball universitaire vers le niveau de jeu de la ligue professionnelle.

## Histoire
Les ligues d'été existent depuis des décennies. Historiquement, il y n'y a pas de structure organisée, avec des ligues qui parfois se chevauchent et non officiellement coordonnées. 
En 2004, la ligue a tenu la Summer League de Las Vegas pour la première fois ; c'est de loin le plus grand championnat, avec 23 équipes de la NBA et l'équipe de la NBA Development League All-Star participant en 2015. L'Orlando League Pro Summer a lieu depuis 2001. La Summer League Utah Jazz a commencé en 2015, en remplaçant du Rocky Montagne Revue, lors de l'évènement qui a eu lieu du 1984-2008 avant d'être interrompu du fait d'une baisse de participation.
Avant 2013, aucun champion officiel n'était déclaré à l'issue des différents tournois. Les équipes se concentrent d'ailleurs davantage sur les auditions et le développement individuel que sur les performances collectives. Des champions sont actuellement déclarés pour les ligues Orlando et Las Vegas, bien que les performances d'équipe ne soient pas soulignée. Les agents libres sont souvent signés pour jouer à la Summer League, offrant une chance de signer un contrat NBA. 
Contrairement à la réglementation des matchs NBA, qui se déroulent en 48 minutes, les matchs de Summer league ne se jouent qu'en 40 minutes.

### Las Vegas Summer League
La Summer League de Las Vegas a joué sa saison inaugurale en 2004 au Thomas & Mack Center avec six équipes de la NBA – Celtics de Boston, Cavaliers de Cleveland, Nuggets de Denver, Magic d'Orlando, Suns de Phoenix, et Wizards de Washington– avec 13 matchs au total. La Summer League a connu trois étés réussis où la participation a augmenté à 16 équipes jouant plus de 40 matchs à l’UNLV. En 2007, la NBA a apposé son nom à l’événement, ce qui en a fait la NBA Summer League. En 2008, la Summer League s’est étendue à 22 équipes et a été parrainée par EA Sports. À partir de l'été 2015, Samsung est le sponsor et la marque officielle parrainée est le "Samsung NBA Summer League". Depuis 2018, toutes les équipes de la NBA jouent dans la Summer League de Las Vegas.

### Utah Jazz Summer League
De 1984 à 2008, le Jazz de l'Utah a accueilli un tournoi connu sous le nom de Rocky Mountain Revue. Lancé à l’été 1984 sous la direction de David Allred et de Kim Turner, deux membres du personnel des relations publiques du Jazz. La ligue a d’abord fonctionné comme une ligue Pro-Am de trois semaines en juillet avec des anciens joueurs de l’Utah, BYU, Weber State et Utah State. En 1990, après avoir envoyé une équipe à la California Summer League l’été précédent, Scott Layden, alors directeur des opérations de basket-ball du Jazz, a invité les Trail Blazers de Portland, Suns de Phoenix et Kings de Sacramento à rejoindre la ligue et est passé à un format NBA. Au cours des 20 années suivantes, pas moins de quatre équipes (en 1990) et pas moins de 16 équipes (en 1998) ont participé, y compris la première inscription internationale, Burghy Roma. La ligue n’a pas joué de matchs pendant la saison 1999 en raison du lock-out. En 2008, la NBA Development League avait une équipe D-League. La Rocky Mountain Revue a également présenté l’équipe nationale iranienne.
En raison du déclin de la participation, l’évènement a été annulé pour la saison 2009. Cependant, le Jazz a confirmé en novembre 2014 qu’il allait relancer la ligue pour 2015, mais avec un plus petit nombre d’équipes participantes. L’événement inclurait les Celtics de Boston, les 76ers de Philadelphie et les Spurs de San Antonio, ainsi que le Jazz dans un événement de six matchs sur quatre jours.

### Orlando Pro Summer League
L’Orlando Pro Summer League a commencé en 2002. Ses matchs étaient fermés au public et ne pouvaient être vus qu’à la télévision. L'Orlando Pro Summer League a nommé un champion pour la 1re fois lorsque  Oklahoma City Thunder a battu les Houston Rockets 85-77. Le 11 juillet 2014, les Philadelphia 76ers ont gagné l'Orlando Pro Summer League avec une victoire 91-75 contre les Memphis Grizzlies. Les Mavericks de Dallas étaient les champions en 2017. La ligue a pris fin après 2017 en raison de la tendance des équipes de la NBA à participer à Summer League de Las Vegas.

### California Classic Summer League
Le 6 mai 2018, des rapports ont fait surface pour remplacer le poste précédemment occupé à Orlando par le Magic, les Kings accueilleraient leur propre événement de la Summer League à Sacramento. L’événement doit avoir lieu avant le début de la Summer League de Las Vegas, avec les équipes en place pour l’événement impliquant les Kings de Sacramento, Lakers de Los Angeles, Warriors de Golden State, et le Heat de Miami.

## Meilleur joueur
| Année | Nationalité | Joueur                   | Position    | Équipe                    |
| ----- | ----------- | ------------------------ | ----------- | ------------------------- |
| 2006  | États-Unis  | Randy Foye               | Arrière     | Timberwolves du Minnesota |
| 2007  | États-Unis  | Nate Robinson            | Meneur      | Knicks de New York        |
| 2008  | États-Unis  | Jerryd Bayless           | Meneur      | Trail Blazers de Portland |
| 2009  | États-Unis  | Blake Griffin            | Ailier fort | Nets de Brooklyn          |
| 2010  | États-Unis  | John Wall                | Meneur      | Wizards de Washington     |
| 2012  | États-Unis  | Damian Lillard (co-MVP)  | Meneur      | Trail Blazers de Portland |
| 2012  | États-Unis  | Josh Selby (co-MVP)      | Meneur      | Grizzlies de Memphis      |
| 2013  | Lituanie    | Jonas Valančiūnas        | Pivot       | Raptors de Toronto        |
| 2014  | États-Unis  | Glen Rice Jr.            | Arrière     | Wizards de Washington     |
| 2015  | États-Unis  | Kyle Anderson            | Allier      | Spurs de San Antonio      |
| 2016  | États-Unis  | Tyus Jones               | Meneur      | Timberwolves du Minnesota |
| 2017  | États-Unis  | Lonzo Ball               | Meneur      | Lakers de Los Angeles     |
| 2018  | États-Unis  | Josh Hart                | Arrière     | Lakers de Los Angeles     |
| 2019  | Canada      | Brandon Clarke           | Ailier fort | Grizzlies de Memphis      |
| 2021  | États-Unis  | Davion Mitchell (co-MVP) | Meneur      | Kings de Sacramento       |
| 2021  | États-Unis  | Cameron Thomas (co-MVP)  | Arrière     | Nets de Brooklyn          |
| 2022  | États-Unis  | Keegan Murray            | Ailier fort | Kings de Sacramento       |
| 2023  | États-Unis  | Cam Whitmore             | Ailier      | Rockets de Houston        |

## Champions
| Année | NBA Summer League                                   | Champion                                            | Score                                               | Finaliste                                           | MVP                                                 | MVP des Finales                                     |
| ----- | --------------------------------------------------- | --------------------------------------------------- | --------------------------------------------------- | --------------------------------------------------- | --------------------------------------------------- | --------------------------------------------------- |
| 2013  | Las Vegas                                           | Warriors de Golden State                            | 91-77                                               | Suns de Phoenix                                     | Jonas Valančiūnas                                   | Ian Clark                                           |
| 2014  | Las Vegas                                           | Kings de Sacramento                                 | 77-68                                               | Rockets de Houston                                  | Glen Rice Jr.                                       | Ray McCallum, Jr.                                   |
| 2015  | Las Vegas                                           | Spurs de San Antonio                                | 93-90                                               | Suns de Phoenix                                     | Kyle Anderson                                       | Jonathon Simmons                                    |
| 2016  | Las Vegas                                           | Bulls de Chicago                                    | 84-82 (OT)                                          | Timberwolves du Minnesota                           | Tyus Jones                                          | Jerian Grant                                        |
| 2017  | Las Vegas                                           | Lakers de Los Angeles                               | 110-98                                              | Trail Blazers de Portland                           | Lonzo Ball                                          | Kyle Kuzma                                          |
| 2018  | Las Vegas                                           | Trail Blazers de Portland                           | 91-73                                               | Lakers de Los Angeles                               | Josh Hart                                           | K. J. McDaniels                                     |
| 2019  | Las Vegas                                           | Grizzlies de Memphis                                | 95-92                                               | Timberwolves du Minnesota                           | Brandon Clarke                                      | Brandon Clarke                                      |
| 2020  | Saison annulée en raison de la pandémie du Covid-19 | Saison annulée en raison de la pandémie du Covid-19 | Saison annulée en raison de la pandémie du Covid-19 | Saison annulée en raison de la pandémie du Covid-19 | Saison annulée en raison de la pandémie du Covid-19 | Saison annulée en raison de la pandémie du Covid-19 |
| 2021  | Las Vegas                                           | Kings de Sacramento                                 | 100-67                                              | Celtics de Boston                                   | Davion Mitchell Cameron Thomas                      | Louis King                                          |
| 2022  | Las Vegas                                           | Trail Blazers de Portland                           | 85-77                                               | Knicks de New York                                  | Keegan Murray                                       | Trendon Watford                                     |
| 2023  | Las Vegas                                           | Cavaliers de Cleveland                              | 99-78                                               | Rockets de Houston                                  | Cam Whitmore                                        | Isaiah Mobley                                       |
| 2024  | Las Vegas                                           | Heat de Miami                                       | 120-118                                             | Grizzlies de Memphis                                | Jalen Wilson                                        | Josh Christopher                                    |